# Édouard d’Anglemont
Édouard d’Anglemont (* 28. Dezember 1798 in Pont-Audemer, Département Eure; † 22. April 1876 in Paris) war ein französischer Dichter der romantischen Schule.

## Leben
D’Anglemont war der Sohn des Commissaire de la marine H. d’Anglemont; sein Großvater war der Leiter der Marineverwaltung von Dunkerque, Département Nord. Nach Absolvierung seiner Schulzeit bekam d’Anglemont ebenfalls eine Anstellung in der Verwaltung der Marine.

## Rezeption
1825 konnte d’Anglemont mit seiner Anthologie „Odes légitimistes“ erfolgreich debütieren. Nach einigen nicht so erfolgreichen Werken wurden seine „Pèlerinages“ wieder sehr begeistert von Publikum und Literaturkritik aufgenommen. Es handelte sich dabei um sehr stimmungsvolle Beschreibungen von Chantilly, Schloss Pau, Schloss Chenonceaux, Amphitheater von Nîmes, Fontaine-de-Vaucluse und der Basilika Saint-Denis.

## Werke (Auswahl)
Lyrik
- Amours de France. Pélicier, Paris 1841.
- Nouveau chant français. Paris 1823.
- Louis XVIII. Ode. Paris 1824.
- Odes légitimistes. Blosse, Paris 1825.
- Berthe et Robert. Poème en quatre chants. Paris 1827.
- Roses de Noël. Dentu, Paris 860.

Sachbücher
- Pélerinages. Dentu, Paris 1835.
- Westminster et le chateau de Windsor. Pommeret & Guénot, Paris 1838.

Theaterstücke
- Le Cachemire. Comédie en un acte. Paris 1827 (zusammen mit Jean-Pierre Lesguillon und Jean-Joseph Ader).[1]
- Le duc d’Enghien. Paris 1832.
- Les Euménides. Paris 1840 (frei nach der „Orestie“ von Aischylos).
- Paul Ier. Drame historique en 3 acteset en prose. Paris 1831 (zusammen mit Théodore Muret).[2]
- Tancrède. Opéra en 3 actes. Libretto. Paris 1827 (zusammen mit Jean-Pierre Lesguillon; Musik von Gioachino Rossini).[3]

Werkausgabe
- Les pastels dramatiques. Paris 1869.